# Gianluigi Nuzzi
Gianluigi Nuzzi (ur. 3 czerwca 1969 w Mediolanie) – włoski pisarz i dziennikarz, autor głośnej książki Sua Santità z zastrzeżonymi dokumentami dotyczącymi działalności żandarmerii watykańskiej i jej komendanta Domenico Gianiego.

## Życiorys
Współpracował z różnymi dziennikami i czasopismami włoskimi: Espansione, CorrierEconomia, L'Europeo, Gente Money, Corriere della Sera.
Autor książki Vaticano Spa, która w 2009 roku stała się bestsellerem we Włoszech i została przetłumaczona na 14 języków.
W 2010 wydał książkę Metastasi.
Od września 2010 jest jednym z autorów programu telewizyjnego L'infedele.
7 lipca 2016 z powodu braku kompetencji sądu został uniewinniony przez Trybunał Państwa Watykańskiego od zarzutu przestępstwa ujawniania i rozpowszechniania tajnych dokumentów.

### KsiążkaJego Świątobliwość
26 maja 2012 wydał książkę Jego Świątobliwość: Sekrety Benedykta XVI w wydawnictwie Chiarelettere. Tytuł ten stał się podstawą skandalu nazywanego Vatileaks.

## Publikacje
- Vaticano S.p.A. Da un archivio segreto la verità sugli scandali finanziari e politici della Chiesa. Milano: Chiarelettere, 2009. ISBN 978-88-619-0067-7. Brak numerów stron w książce
- Metastasi. Sangue, soldi e politica tra Nord e Sud. La nuova 'ndrangheta nella confessione di un pentito. Claudio Antonelli. Milano: Chiarelettere, 2010. ISBN 978-88-619-0110-0. Brak numerów stron w książce
- Sua Santità: Le Carte Segrete di Benedetto XVI. Milano: Chiarelettere, 2012. ISBN 978-88-619-0095-0. Brak numerów stron w książce